# Thaumatocrinus
Thaumatocrinus is een geslacht van haarsterren uit de familie Pentametrocrinidae.

## Soorten
- Thaumatocrinus borealis (A.H. Clark, 1907)
- Thaumatocrinus investigatoris A.H. Clark
- Thaumatocrinus jungerseni A.H. Clark, 1915
- Thaumatocrinus naresi (Carpenter, 1888)
- Thaumatocrinus renovatus Carpenter, 1884
- Thaumatocrinus rugosus (A.H. Clark, 1908)